# フィアット・パリオ
パリオ (PALIO)は、フィアットが製造・販売していた自動車である。発展途上国を主要市場として開発された。

## 初代 178型 (1996年 – 2020年)
フィアットの「プロジェクト178」の一環として1996年にブラジルで発売されたパリオは、「ハッチバック」、「セダン」、「ピックアップトラック」、「ステーションワゴン」の4つのモデルが製作され、諸外国の市場向けに様々なバージョンが開発された。 
セダンは「シエナ」、ワゴンは「ウィークエンド」、ピックアップトラックは「ストラーダ」と名付けられた。
プラットフォームはウーノから、エンジンはプントやブラーヴォから流用した。
1996年にブラジル、次いでアルゼンチンの工場で生産が開始された。 1997年には、欧州市場向けにベネズエラとポーランド、1998年にトルコとモロッコで生産を開始した。インドではタタ、南アフリカでは日産が(ピックアップトラック・バージョンであるフィアット・ストラーダの)生産を担当した。 2001年にエジプト、2002年には中国で開始した。

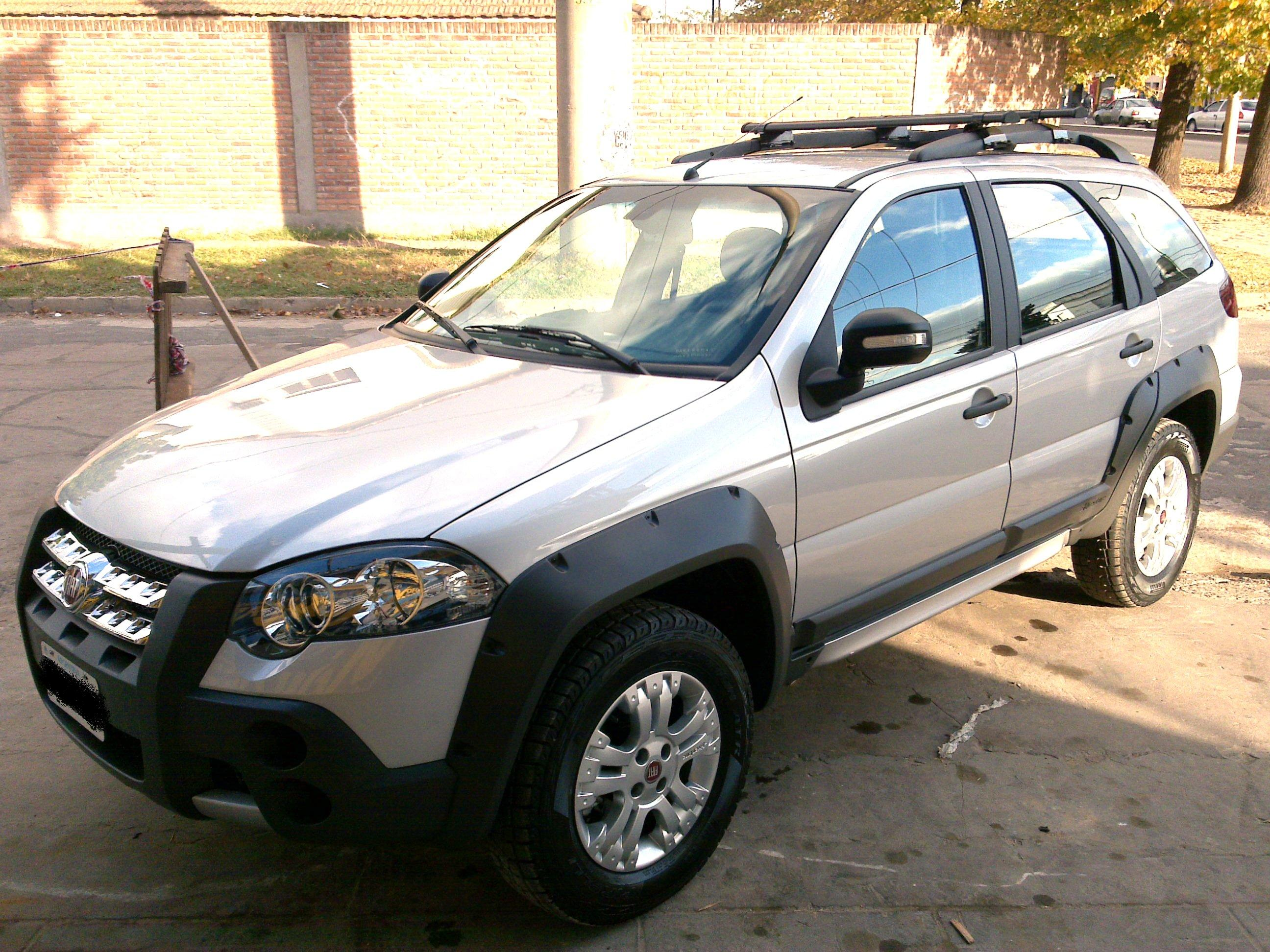
パリオ クロスアドベンチャー

## 2代目 326型 (2011年 – 2017年)
2011年11月、ブラジルにて2代目パリオが公式発表された。
2017年、後継モデルであるアルゴを組み立てる予定のためにアルゼンチン工場での生産を停止、販売が終了した。

## 車名
イタリア共和国トスカーナ州中部にある都市シエナで行われる競馬に由来する。